# Ramón Abella
Ramón Neptuno Abella Cajide (Montevideo, 16 febbraio 1922 – Montevideo, 12 dicembre 1989) è stato un pallanuotista uruguaiano che ha partecipato alle Olimpiadi estive del 1948.